# Hosta sieboldii
Espèce
Classification phylogénétique

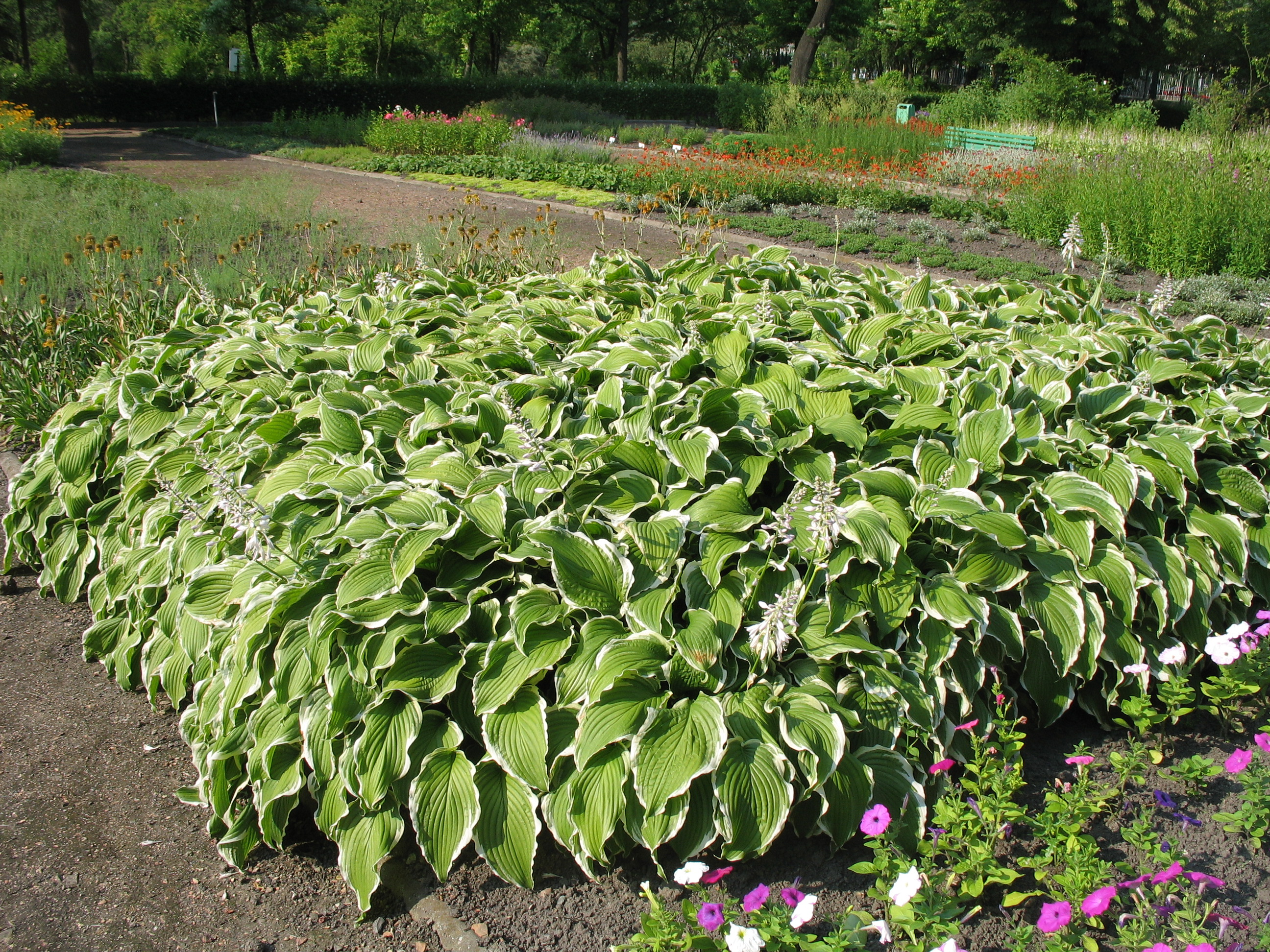
Massif dHosta sieboldii au jardin botanique de Zabrze.

Hosta sieboldii est une espèce de plantes à fleurs du genre Hosta et de la famille des Asparagaceae originaire du centre et du sud du Japon. Elle doit son nom au botaniste Franz von Siebold qui a introduit ce genre dans les années 1830 en Europe. C'est une plante de mi-ombre.
Cette espèce fut classée dans sa propre famille des Hostaceae.

## Synonymes
- Funkia albomarginata Hooker
- Hemerocallis sieboldii Paxton
- Hosta albomarginata (Hooker) Ohwi

## Description

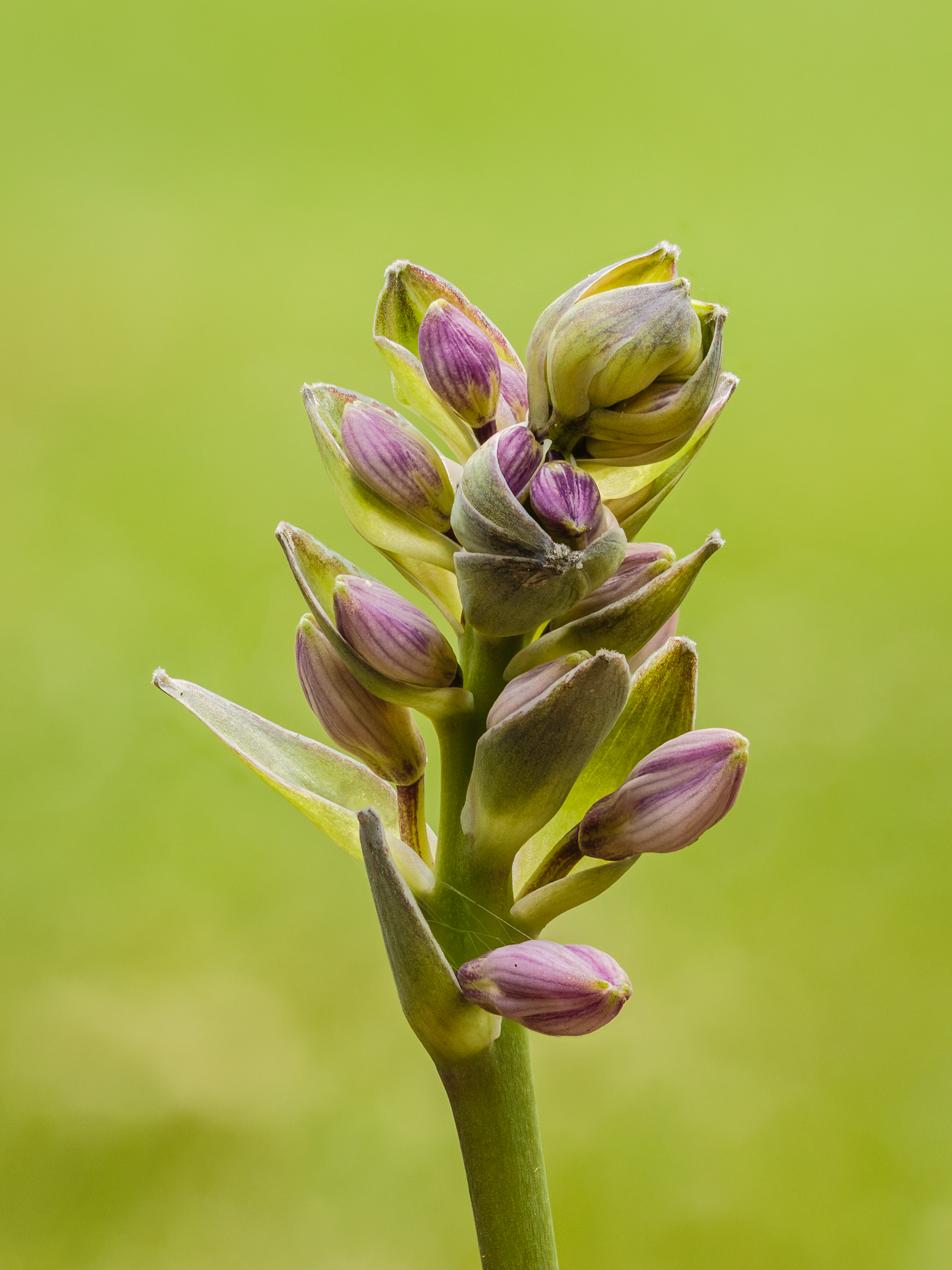
Boutons de fleurs Hosta seiboldii 'Halcyon'. Juin 2023.

Cette espèce est plus petite que les autres (une trentaine de centimètres au maximum) avec des feuilles lancéolées aux marges blanches, légèrement ondulées sur les bords, et aux fleurs roseâtres qui apparaissent en juillet-août en inflorescences en grappe unilatérale.
Son rhizome est court et ligneux. Ses fruits en forme de capsules contiennent des graines noires et ailées.